# Eximbank (Republica Moldova)
B.C. “EXIMBANK” S.A. este o bancă comercială din Republica Moldova. Banca a fost înființată în anul 1994, la Chișinău. Reprezintă o bancă comercială universală, oferind servicii pentru segmentul corporativ și cel retail. Are filiale și în Bălți, Orhei, Ungheni, Hîncești și Cahul; rețeaua de subdiviziuni a băncii numără 17 sucursale.
La 13 martie 2018, după finalizarea achiziționării a 100% din capitalul social al EXIMBANK, banca a devenit oficial parte a grupului Intesa Sanpaolo.